# Fridtjof Nansen
Fridtjof Nansen (Cristiânia, 10 de outubro de 1861 — Lysaker, 13 de maio de 1930) foi um cientista, explorador polar, aventureiro e político norueguês. Enquanto delegado norueguês na Liga das Nações criou o passaporte Nansen para os refugiados, tendo sido galardoado com o Nobel da Paz em 1922.
A sua expedição, composta por seis homens, partiu em 1888. Enfrentou um ambiente totalmente hostil. Doze dias passaram antes da equipa ser sequer capaz de pisar o continente, depois de abandonar a segurança do principal navio da expedição. Os homens concluíram o caminho ao longo da calota de gelo chegando à costa ocidental da Gronelândia em setembro. Ao longo da perigosa viagem, Nansen e os seus homens registaram meticulosamente as condições meteorológicas e compilaram outros dados científicos.

## Família e infância

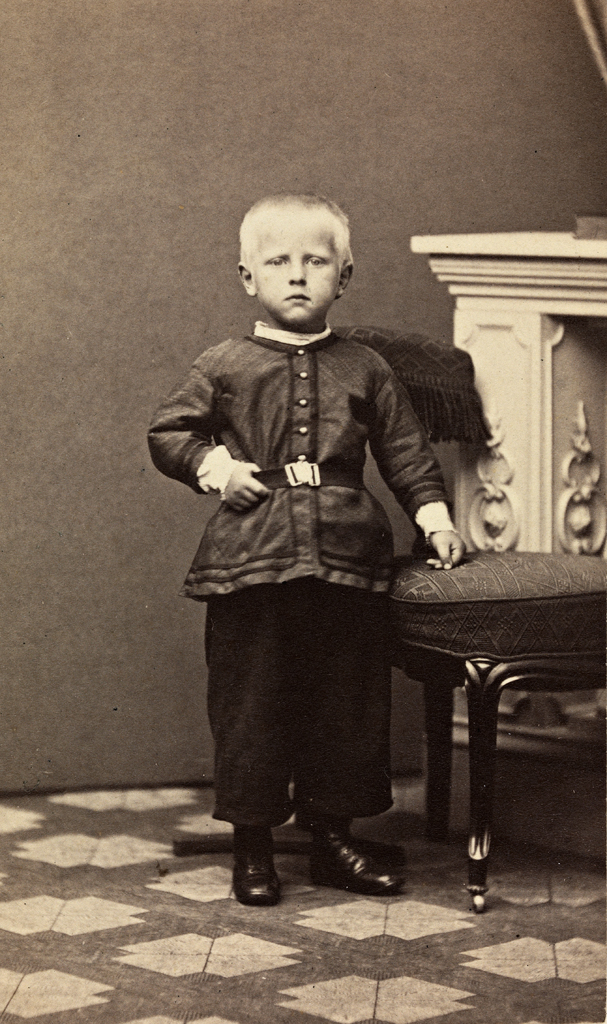
Nansen com quatro anos de idade.

A família Nansen é originária da Dinamarca. O comerciante Hans Nansen (1598-1667) foi um dos primeiros exploradores da região do Mar Branco, no Oceano Ártico. Nos últimos anos de sua vida, ele se estabeleceu em Copenhaga, tornando-se prefeito da localidade em 1654. As gerações seguintes da família viveram naquela cidade até meados do século XVIII, quando Ancher Antoni Nansen mudou-se para a Noruega, que na época estava sob domínio dinamarquês. Seu filho, Hans Leierdahl Nansen (1764-1821), foi um magistrado no distrito de Trondheim, e depois em Jæren. Após a separação da Noruega da Dinamarca em 1814, ele entrou na vida política nacional como representante da cidade de Stavanger no primeiro Storting, o parlamento norueguês, e tornou-se um forte defensor da união de seu país com a Suécia. Depois de sofrer um derrame cerebral em 1821, Hans Leierdahl morreu, deixando um filho de quatro anos de idade, Baldur Fridtjof Nansen, o pai do explorador.
Baldur era um advogado sem ambições políticas e trabalhava como relator na Suprema Corte da Noruega. Ele se casou duas vezes; na segunda com Adelaide Johanne Thekla Isidore Bølling Wedel-Jarlsberg, uma sobrinha de Herman Wedel-Jarlsberg, notório político que ajudou a elaborar a constituição norueguesa de 1814 e que mais tarde foi o vice-rei sueco no reinado norueguês. Baldur e Adelaide se estabeleceram na Store Frøen, uma propriedade em Aker, situada alguns quilômetros ao norte de Christiania, capital da Noruega (atualmente chamada de Oslo). O casal teve três filhos, o primeiro morreu ainda criança, e o segundo, nascido em 10 de outubro de 1861, foi Fridtjof Nansen.
O ambiente rural em Store Frøen moldou a natureza da infância de Nansen. Nos curtos verões daquele lugar, as principais atividades eram nadar e pescar, enquanto no outono o passatempo principal era caçar nas florestas. Os longos meses de inverno eram dedicados principalmente ao esqui, esporte que Nansen começou a praticar aos dois anos de idade com pranchas improvisadas. Aos dez, ele desobedeceu a seus pais e tentou um salto de esqui próximo de onde ocorria a tradicional competição Husebyrennet. Essa travessura quase teve consequências desastrosas. Na aterrissagem o esqui afundou na neve, lançando o garoto para a frente. "Eu, de cabeça, fiz um arco no ar... Quando desci de novo fiquei enterrado na neve até a cintura. Os garotos pensaram que eu tinha quebrado o pescoço, mas logo que viram que havia vida em mim... uma saraivada de risos zombeteiros surgiu". O entusiasmo de Nansen pelo esqui não diminuiu, embora, como ele mesmo relatou, seus esforços foram ofuscados pelos esquiadores da região montanhosa de Telemark, onde um novo estilo de esqui estava sendo desenvolvido. "Eu vi que essa era a única maneira", escreveu Nansen mais tarde.
O jovem Fridtjof frequentou normalmente a escola, sem demonstrar qualquer aptidão especial em alguma das áreas do conhecimento. Os estudos ficavam em segundo plano em relação ao esporte, ou para expedições em florestas, onde ele vivia "como Robinson Crusoe" por algumas semanas. Por meio de tais experiências, Nansen desenvolveu um acentuado grau de autossuficiência. Tornou-se um excelente esquiador e um patinador no gelo altamente proficiente. Sua vida sofreu um grande impacto quando, no verão de 1877, sua mãe Adelaide morreu de repente. Angustiado, Baldur Nansen vendeu a propriedade de Store Frøen e se mudou com seus dois filhos para a capital Christiania. As qualidades desportivas de Nansen continuaram a se desenvolver. Aos 18 anos de idade, ele bateu o recorde mundial de patinação em uma milha, e no ano seguinte ganhou o campeonato nacional de esqui cross-country, uma façanha que se repetiria em outras onze ocasiões.

## De estudante a aventureiro
Em 1880, Nansen foi aprovado em seu exame de admissão para a universidade, o examen artium. Decidiu estudar zoologia, afirmando mais tarde que escolheu essa área porque pensou que oferecesse a oportunidade de uma vida ao ar livre. Ele começou seus estudos na Universidade de Christiania no começo de 1881.
No início de 1882, Nansen deu o primeiro "passo crucial" que o levou a "se desviar da vida tranquila da ciência". O professor Robert Collett, do departamento de zoologia da universidade, propôs que Nansen fizesse uma viagem marítima para estudar a fauna do Ártico, tema até então pouco pesquisado. Nansen se entusiasmou com a ideia e pediu auxílio ao capitão Axel Krefting, comandante do navio Viking, utilizado para caçar focas. A viagem começou em 11 de março de 1882 e se estendeu ao longo dos cinco meses seguintes. Nas semanas anteriores ao início da caça de focas, Nansen foi capaz de concentrar-se em estudos científicos. A análise de amostras de água mostrou que, ao contrário do que se imaginava, o gelo do mar se forma na superfície da água ao invés da parte profunda. Suas leituras também demonstraram que a corrente do Golfo flui numa camada de água fria sob a superfície. Durante a primavera e o início do verão, o Viking vagou entre a Groelândia e a ilha de Spitsbergen, em busca de rebanhos de focas. Nansen se tornou um exímio atirador, e registrou orgulhosamente que em um único dia sua equipe abateu 200 focas. Em julho, o Viking ficou preso no gelo próximo a uma área inexplorada da costa da Groelândia; Nansen desejava desembarcar, mas isso era impossível. No entanto, ele começou a desenvolver a ideia de que a calota de gelo da Groelândia poderia ser explorada, ou mesmo atravessada em toda a sua extensão. Em 17 de julho, o navio soltou-se do gelo e no início de agosto estava de volta às águas norueguesas.
Nansen não retomou os estudos na universidade. Em vez disso, por recomendação de Collett, aceitou um cargo de curador do departamento de zoologia do Museu de Bergen. Ele passaria os próximos seis anos de sua vida nessa função - exceto por um turnê sabática de seis meses pela Europa - trabalhando e estudando com figuras de destaque, como Gerhard Armauer Hansen, o descobridor da bactéria causadora da hanseníase, e Daniel Cornelius Danielssen, diretor da instituição que conseguiu transformar o museu em um centro de educação e pesquisa científica. A área de estudo escolhida por Nansen foi um campo relativamente inexplorado da neuroanatomia, especificamente o sistema nervoso central de espécies marinhas inferiores. Antes de partir para o seu ano sabático, publicou um artigo em fevereiro de 1886 resumindo suas pesquisas até aquela data, no qual afirmou que "anastomoses ou uniões entre diferentes células ganglionares" não puderam ser demonstradas com exatidão. Esta visão não ortodoxa, confirmada por pesquisas simultâneas do embriologista Wilhelm His e do psiquiatra August Forel, fez de Nansen o co-fundador da teoria moderna do sistema nervoso. Seu trabalho posterior, The Structure and Combination of Histological Elements of the Central Nervous System, publicado em 1887, tornou-se sua tese de doutorado.

## Travessia da Groelândia

### Planejamento

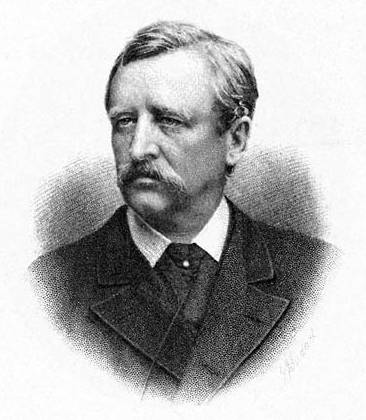
Adolf Erik Nordenskiöld organizou uma expedição em 1883 que penetrou 160 km no interior da Groelândia.

A ideia de uma expedição que atravessasse toda a calota glacial da Groelândia amadureceu na mente de Nansen ao longo dos anos que passou em Bergen. Em 1887, após terminar de escrever sua tese de doutorado, ele finalmente começou a organizar este projeto. Até aquela época, as duas penetrações mais significativas no interior da Groelândia haviam sido as de Adolf Erik Nordenskiöld em 1883, e de Robert Peary em 1886. Ambos saíram da baía de Disko, na costa ocidental da ilha, e viajaram cerca de 160 km a leste antes de regressar. Em contraste, a proposta de Nansen era viajar de leste para oeste, terminando sua jornada na baía de Disko, ao invés de começar por ela. Uma equipe que saísse da área habitada do oeste, pensava ele, teria que fazer uma viagem de volta, já que o navio de resgate não teria certeza em qual parte da perigosa costa leste o grupo chegaria. Uma vez começando a viagem a partir do leste - supondo que o desembarque pudesse ser realizado - Nansen poderia fazer uma viagem só de ida, e com destino a uma área povoada. A equipe de exploradores não teria nenhuma linha de retirada para uma base segura; a única maneira seria seguir em frente, uma situação que se encaixava perfeitamente em sua filosofia.
Nansen rejeitou a organização complexa e a mão de obra pesada típica das outros excursões no Ártico, em vez disso, planejou sua expedição com apenas um pequeno grupo de seis pessoas. Os suprimentos seriam carregados manualmente sobre trenós leves especialmente concebidos para a empreitada. Muito do equipamento, incluindo sacos de dormir, roupas e fogões, também precisaram ser projetados a partir do zero. O planejamento recebeu, de um modo geral, pouca cobertura da imprensa; um crítico afirmou que se a tentativa fosse realizada daquela forma, as chances de sucesso seriam de uma em dez, e que Nansen morreria inutilmente, levando outros homens consigo. O Parlamento da Noruega recusou-se a prestar apoio financeiro, acreditando que um empreendimento potencialmente arriscado como aquele não deveria ser incentivado. O projeto acabou sendo alavancado com uma doação do empresário dinamarquês Augustin Gamél, o restante veio principalmente de pequenas contribuições de compatriotas de Nansen, através de um esforço de angariação de fundos organizado por estudantes da universidade em que trabalhava.
Apesar das desanimadoras previsões da mídia local, inúmeros aventureiros manifestaram o desejo de se juntar a Nansen em sua expedição. Ele queria esquiadores experientes, e tentou recrutar os esquiadores de Telemark, mas seus convites foram rejeitados. Adolf Nordenskiöld havia dito a Nansen que o povo Sami, da região da Finamarca, no extremo norte da Noruega, eram especialistas em viagens na neve, de modo que Nansen contratou dois deles. As vagas restantes foram preenchidas por Otto Sverdrup, um ex-capitão do mar que na época trabalhava como engenheiro florestal; o oficial do exército Oluf Christian Dietrichson, e Kristian Kristiansen, um conhecido de Sverdrup. Todos tinham experiência de vida ao ar livre em condições extremas, e eram excelentes esquiadores. Na véspera da partida da expedição, Nansen participou de um exame formal na universidade, que tinha concordado em avaliar sua tese de doutorado. De acordo com o costume, teve que defender seu trabalho diante de examinadores que atuavam como "advogados do diabo". Ele partiu antes de saber se sua tese havia sido aprovada ou não.

### Expedição

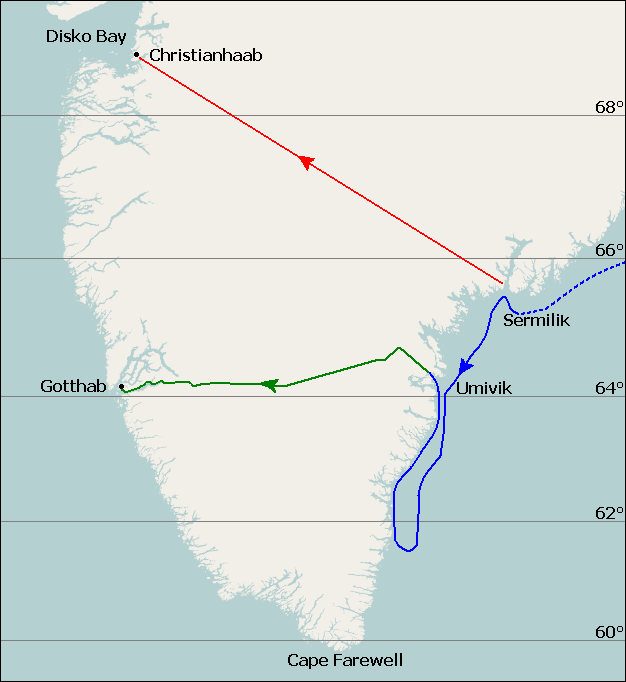
Expedição à Groelândia, julho a outubro de 1888
A linha tracejada mostra a aproximação do navio Jason, até 17 de julho. A linha contínua mostra o local de desembarque da expedição, e a trajetória para o sul e depois para o norte na direção de Umivik.
Rota da travessia planejada originalmente, de Sermilik para Christianhaab.
Rota realizada até Godthaab, 15 de agosto a 3 de outubro.

No dia 3 de junho de 1888, a equipe de Nansen partiu do porto de Ísafjörður, no noroeste islandês, a bordo do navio Jason. Uma semana mais tarde avistaram a costa da Groelândia, mas o progresso da viagem foi prejudicado pela espessa camada de gelo. Em 17 de julho, com a costa ainda a 20 quilômetros de distância, decidiu lançar os pequenos botes; a esta altura já avistavam o fiorde Sermilik, que Nansen acreditou servir como ponto de partida para uma rota sobre a calota da Groelândia.
A expedição deixou o Jason "de bom humor e com as maiores esperanças de um resultado favorável", segundo relato do capitão do navio. Mas o que se viu a partir daí foram dias de extrema frustração para o grupo de Nansen, que estava impedido de chegar à costa devido às más condições climáticas e marítimas. Eles ficaram a deriva, junto com o gelo, e foram levados em direção sul. Na maior parte deste tempo, a equipe acampava sobre o próprio gelo, já que era muito perigoso se lançar ao mar com os botes. Em 29 de julho, o grupo já estava a 380 km ao sul do local onde haviam deixado o navio. Naquele dia, finalmente chegaram em terra firme, mas estavam muito ao sul para começar a travessia. Depois de um breve descanso, Nansen ordenou que seu pessoal voltasse para os pequenos barcos e que remassem rumo ao norte.
Durante os 12 dias seguintes a equipe lutou para seguir em direção norte ao longo da costa, enfrentado o fluxo contrário do gelo. No primeiro dia eles encontraram um grande acampamento esquimó perto do cabo Bille, e houve outros contatos ocasionais com a população nômade nativa durante a viagem. Em 11 de agosto, quando o grupo já tinha percorrido cerca de 200 km e alcançado o fiorde Umivik, Nansen decidiu que, embora ainda estivessem bastante ao sul do lugar de partida que tinha planejado, a expedição precisava começar a travessia antes que a temporada se tornasse demasiada avançada para viagens. Após o desembarque em Umivik, passaram os próximos quatro dias se preparando para a jornada, até que na noite de 15 de agosto, finalmente partiram. A equipe tomou uma rota em sentido norte-oeste com destino a Christianhaab (hoje chamada de Qasigiannguit), localidade situada na costa oeste da Groelândia, nas margens da baía de Disko, e a 600 km de distância de onde o grupo de Nansen se encontrava naquele momento.
Ao longo dos dias seguintes, a expedição lutou para seguir caminho no gelo terrestre, sobre uma superfície traiçoeira com muitas crevasses escondidas. As condições climáticas eram, na maioria das vezes, ruins. Em uma ocasião, o progresso foi interrompido por três dias devido a violentas tempestades e à chuva contínua. Em 26 de agosto, Nansen concluiu que não havia mais como chegar a Christianhaab em meados de setembro, época em que o último navio costumava deixar o local. Ele então ordenou uma mudança de curso, quase que para oeste, em direção a Godthaab (hoje chamada de Nuuk, a capital da Groelândia), o que deixava a viagem cerca de 150 km mais curta. O restante da equipe, de acordo com Nansen, "elogiou a mudança do plano com aclamação". Eles continuaram subindo, até que em 11 de setembro atingiram 2 719 metros acima do nível do mar, o cume da calota glacial, com temperaturas de até -46 °C durante a noite. A partir de então o declive facilitou a viagem, embora o terreno fosse difícil e as condições climáticas permanecessem hostis. O progresso foi lento por causa da neve fresca, que fazia com que o trabalho de arrastar os trenós fosse tão difícil quanto puxá-los sobre um terreno arenoso. Em 26 de setembro a expedição teve que passar na beira de um fiorde para seguir em direção a Godthaab. Sverdrup construiu um barco improvisado com material retirado de sua tenda, de alguns salgueiros locais e de parte dos trenós. Até que em 29 de setembro, Nansen e Sverdrup começaram a última etapa da viagem, remando através do fiorde. Quatro dias depois, em 3 de outubro de 1888, a dupla chegou a Godthaab, onde foram recebidos pelo representante dinamarquês da cidade. Suas primeiras palavras foram para informar a Nansen que seu doutorado havia sido aprovado, um assunto que, como Nansen mais tarde escreveu, "não poderia estar mais remoto em meus pensamentos naquele momento". A travessia foi realizada em 49 dias, perfazendo um total de 78 dias desde que o grupo deixou o navio Jason. Durante toda a viagem a equipe registrou cuidadosamente as condições meteorológicas, acidentes geográficos e outros dados relacionados àquela região que nunca havia sido explorada. O restante do grupo chegou em Godthaab em 12 de outubro.
Nansen logo soube que nenhum navio podia atracar em Godthaab até a primavera seguinte, mas o grupo pôde enviar cartas para familiares na Noruega por meio de um barco que deixou Ivigtut no final de outubro. Nansen e sua equipe, portanto, tiveram que passar os próximos sete meses na Groelândia, caçando, pescando e estudando a vida dos habitantes locais. Em 15 de abril de 1889, o navio dinamarquês Hvidbjørnen finalmente entrou no porto, e Nansen e seus companheiros se prepararam para partir. "Não foi sem tristeza que deixamos este lugar e estas pessoas, com as quais tínhamos uma relação tão boa", recordou o explorador.

## Casamento
O navio Hvidbjørnen chegou a Copenhaga em 21 de maio de 1889. As notícias da expedição já circulavam antes da chegada do grupo, e Nansen e seus companheiros foram recepcionados como heróis. Estas boas-vindas, no entanto, foram discretas se comparadas com a receção calorosa em Christiania, uma semana depois, quando uma multidão de trinta a quarenta mil pessoas, um terço da população da cidade, se aglomerou nas ruas para ver de perto os exploradores; a primeira de uma série de homenagens que receberam na capital do país. O interesse e o entusiasmo gerado pela realização da expedição influenciou diretamente na fundação, ainda naquele ano, da Sociedade Geográfica Norueguesa.
Nansen aceitou o cargo de curador da coleção de zoologia da Universidade de Christiania, função que tinha um salário, mas não envolvia deveres; a universidade estava satisfeita por associar o nome da instituição com o prestígio do explorador. A principal tarefa de Nansen nas semanas seguintes era escrever seu relato da expedição, mas conseguiu encontrar tempo para, no final de junho, visitar Londres, onde conheceu o então príncipe de Gales e futuro rei Eduardo VII do Reino Unido. Participou ainda de uma reunião da Royal Geographical Society. O presidente da sociedade, Sir Mountstuart Elphinstone Grant Duff, disse que Nansen reivindicou "o lugar mais importante entre os viajantes do norte", e mais tarde lhe concedeu a prestigiosa Medalha do Fundador oferecida pela Sociedade. Esta foi uma das muitas honrarias que Nansen recebeu de instituições por toda a Europa. Ele foi convidado por um grupo de australianos para liderar uma expedição à Antártida, mas recusou, acreditando que os interesses da Noruega seriam melhor servidos com a conquista do Polo Norte.
Em 11 de agosto de 1889, Nansen anunciou seu noivado com Eva Sars, filha de Michael Sars, um professor de zoologia que faleceu quando Eva tinha apenas 11 anos de idade. O casal se conheceu alguns anos antes, na estância de esqui de Frognerseteren, onde Nansen lembra de ter visto "dois pés para fora da neve". Eva era três anos mais velha que ele. Além de ser uma excelente esquiadora, também foi uma célebre cantora clássica tendo sido instruída por Désirée Artôt em Berlim, artista que foi amante de Tchaikovsky. O relacionamento com Eva surpreendeu a muitos, pois Nansen já havia se manifestado fortemente contrário à instituição do casamento; Otto Sverdrup assumiu que ele havia lido a mensagem errada. O casamento ocorreu em 6 de setembro de 1889, menos de um mês após o noivado.

## ExpediçãoFram

### Planejamento

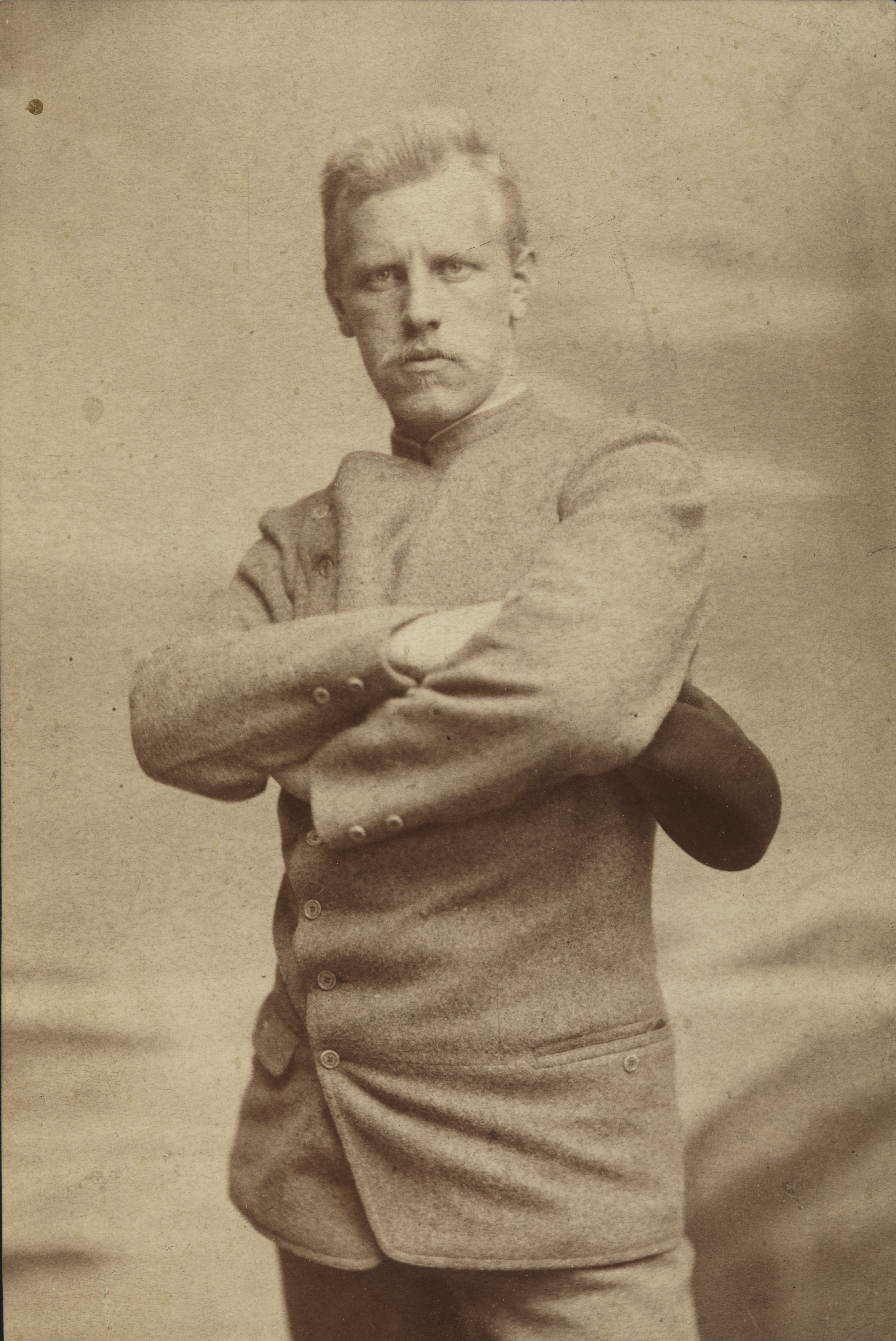
Nansen em 1889

Nansen começou a considerar a possibilidade de alcançar o Polo Norte após ler a teoria do meteorologista Henrik Mohn sobre a deriva transpolar em 1884. Artefatos encontrados na costa da Groenlândia foram identificados como pertencentes à expedição Jeannette. Em junho de 1881, o USS Jeannette foi esmagado e afundado na costa siberiana — o lado oposto do Oceano Ártico. Mohn supôs que a localização dos artefatos indicava a existência de uma corrente oceânica de leste a oeste, através do mar polar e possivelmente sobre o próprio polo.
A ideia permaneceu fixa na mente de Nansen nos anos seguintes. Ele desenvolveu um plano detalhado para uma expedição polar após seu retorno triunfal da Groenlândia. Tornou sua ideia pública em fevereiro de 1890, em uma reunião da recém-formada Sociedade Geográfica Norueguesa. Expedições anteriores, argumentou, abordaram o Polo Norte a partir do oeste e falharam porque trabalhavam contra a corrente predominante de leste a oeste; o segredo era trabalhar com a corrente.
Um plano viável exigiria um navio pequeno, robusto e manobrável, capaz de transportar combustível e provisões para doze homens por cinco anos. Este navio entraria no bloco de gelo perto da localização aproximada do naufrágio da Jeannette, derivando para oeste com a corrente em direção ao polo e além — eventualmente alcançando o mar entre a Groenlândia e o Spitsbergen.
Exploradores polares experientes foram desdenhosos: Adolphus Greely chamou a ideia de "um esquema ilógico de autodestruição". Igualmente desdenhosos foram Sir Allen Young, veterano das buscas pela expedição perdida de Franklin, e Sir Joseph Dalton Hooker, que havia navegado para a Antártida na expedição Ross. Nansen ainda conseguiu garantir uma verba do parlamento norueguês após um discurso apaixonado. Fundos adicionais foram obtidos por meio de um apelo nacional por doações privadas.

### Preparativos
Nansen escolheu o engenheiro naval norueguês Colin Archer para projetar e construir o navio. Archer projetou um navio extraordinariamente robusto, com um intrincado sistema de vigas transversais e braçadeiras feitas dos mais resistentes carvalhos. Seu casco arredondado foi projetado para empurrar o navio para cima quando pressionado pelo gelo. Velocidade e manobrabilidade eram secundárias em relação à sua capacidade de servir como um abrigo seguro e aquecido durante o confinamento previsto.
A proporção entre comprimento e largura — 39 metros de comprimento (128 pés) e 11 metros de largura (36 pés) — lhe deu uma aparência atarracada, justificada por Archer: "Um navio construído exclusivamente para [o objetivo de Nansen] deve diferir essencialmente de qualquer embarcação conhecida". Foi batizado de Fram e lançado em 6 de outubro de 1892.
Nansen selecionou uma equipe de doze homens entre milhares de candidatos. Otto Sverdrup, que participara da expedição anterior de Nansen à Groenlândia, foi nomeado segundo em comando. A competição foi tão acirrada que o tenente do exército e especialista em trenó puxado por cães, Hjalmar Johansen, alistou-se como foguista do navio, a única posição ainda disponível.

### Rumo ao gelo

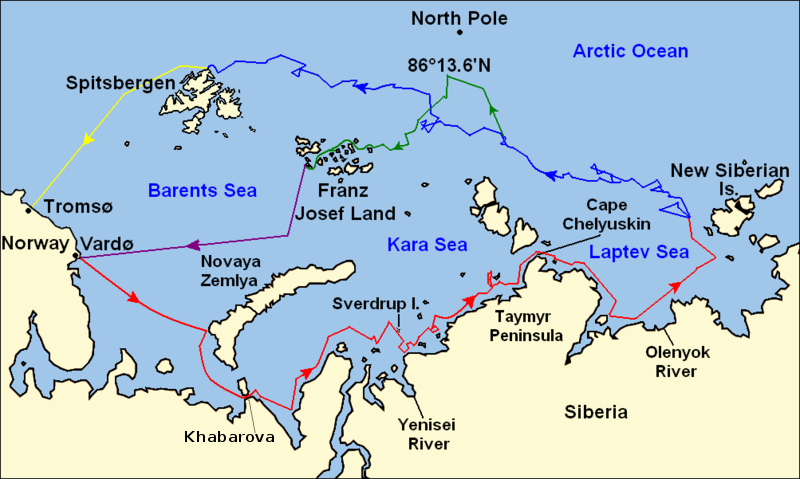
Rotas da expedição, julho de 1893 – agosto de 1896:

O Fram partiu de Christiania em 24 de junho de 1893, aclamado por milhares de simpatizantes. Após uma viagem lenta ao longo da costa, o último porto de escala foi Vardø, no extremo nordeste da Noruega. O Fram deixou Vardø em 21 de julho, seguindo a rota do Passagem do Nordeste pioneira por Nordenskiöld em 1878–1879, ao longo da costa norte da Sibéria. O progresso foi dificultado pelo nevoeiro e condições do gelo em mares principalmente inexplorados.
A tripulação também experimentou o fenômeno da água morta, onde o progresso do navio é impedido pelo atrito causado por uma camada de água doce sobreposta à água salgada mais densa. No entanto, o Cabo Cheliuskin, o ponto mais ao norte da massa continental eurasiática, foi ultrapassado em 10 de setembro.
Gelo pesado foi avistado dez dias depois, por volta da latitude 78°N, quando o Fram se aproximava da área onde o USS Jeannette foi esmagado. Nansen seguiu a linha do gelo para o norte até uma posição registrada como 78° 49′ N, 132° 53′ L, antes de ordenar que os motores fossem parados e o leme levantado. A partir desse ponto, a deriva do Fram começou. As primeiras semanas no gelo foram frustrantes, pois a deriva se movia de forma imprevisível; às vezes para o norte, às vezes para o sul.
Em 19 de novembro, a latitude do Fram estava ao sul de onde havia entrado no gelo. Somente após a virada do ano, em janeiro de 1894, a direção norte tornou-se geralmente estabelecida; a marca de 80°N foi finalmente ultrapassada em 22 de março. Nansen calculou que, nesse ritmo, o navio poderia levar cinco anos para chegar ao polo. À medida que o progresso para o norte continuava a uma taxa raramente superior a um quilômetro e meio por dia, Nansen começou a considerar em particular um novo plano — uma jornada de trenó puxado por cães em direção ao polo. Com isso em mente, ele começou a praticar o manejo de cães, fazendo muitas viagens experimentais sobre o gelo.
Em novembro, Nansen anunciou seu plano: quando o navio passasse da latitude 83°N, ele e Hjalmar Johansen deixariam o navio com os cães e rumariam para o polo, enquanto o Fram, sob Sverdrup, continuaria sua deriva até emergir do gelo no Atlântico Norte. Após alcançar o polo, Nansen e Johansen rumariam para a terra mais próxima conhecida, a recém-descoberta e mal mapeada Terra de Francisco José. Em seguida, cruzariam para Spitsbergen, onde encontrariam um navio para levá-los para casa.
A tripulação passou o resto do inverno de 1894 preparando roupas e equipamentos para a próxima jornada de trenó. Caiaques foram construídos para serem carregados nos trenós até serem necessários para a travessia de águas abertas. Os preparativos foram interrompidos no início de janeiro, quando tremores violentos sacudiram o navio. A tripulação desembarcou, temendo que o navio fosse esmagado, mas o Fram mostrou-se à altura do perigo. Em 8 de janeiro de 1895, a posição do navio era 83°34′N, acima do recorde anterior de Greely de 83°24′N.

### Corrida para o polo

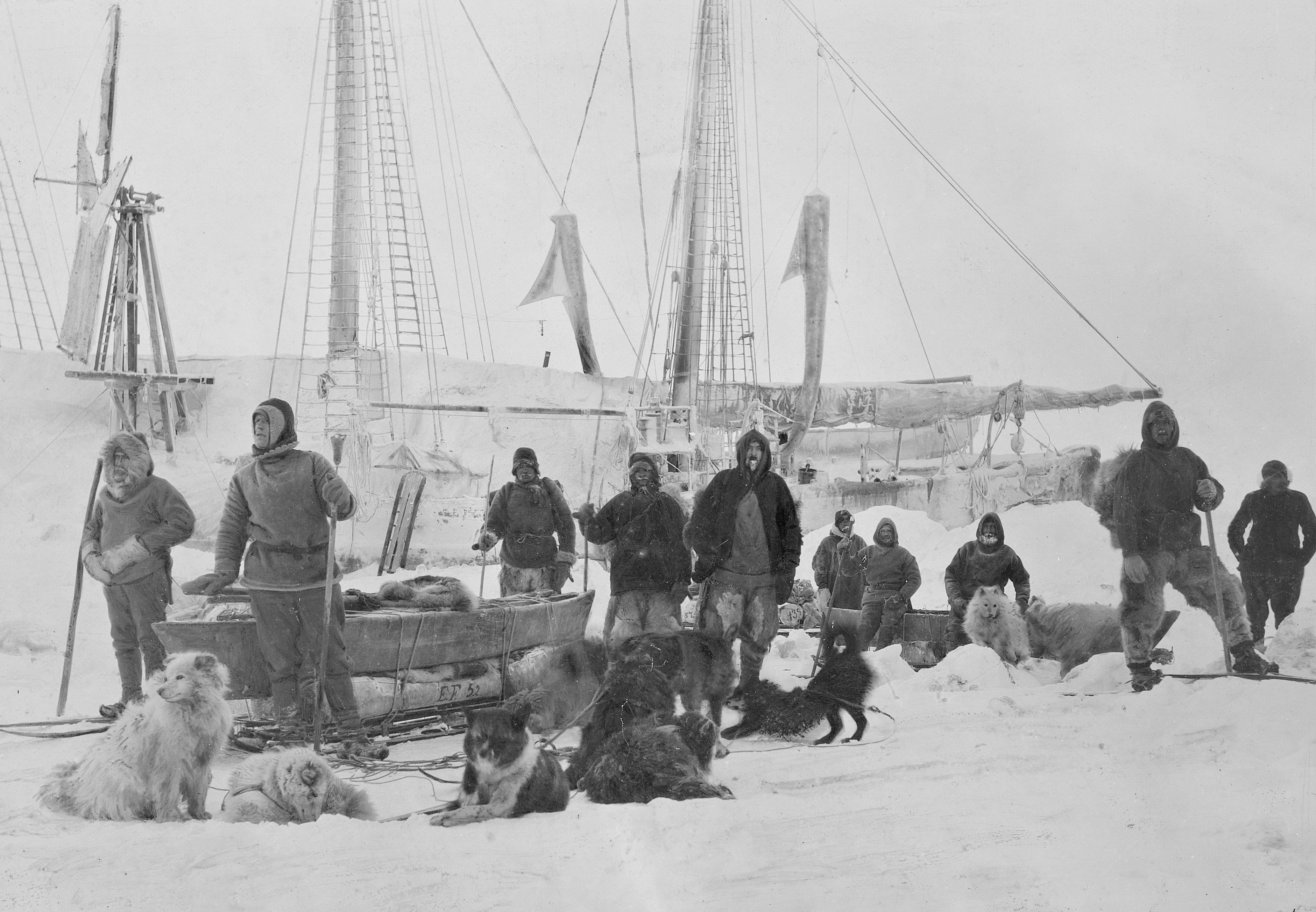
Preparações para a jornada polar de Nansen e Johansen, 14 de março de 1895

Com o navio na latitude 84°4′N e após duas falsas partidas, Nansen e Johansen começaram sua jornada em 14 de março de 1895. Nansen estimou 50 dias para cobrir as 356 milhas náuticas (660 km; 410 mi) até o polo, uma média diária de (13 km; 8 milhas). Após uma semana de viagem, uma observação com sextante indicou que estavam avançando 17 km por dia, colocando-os à frente do cronograma. No entanto, superfícies irregulares dificultaram o esqui, e sua velocidade diminuiu. Eles também perceberam que estavam marchando contra uma deriva para o sul e que as distâncias percorridas não necessariamente equivaliam ao progresso real.
Em 3 de abril, Nansen começou a duvidar se o polo era alcançável. A menos que sua velocidade melhorasse, sua comida não duraria até o polo e de volta para Terra de Francisco José. Ele confessou em seu diário: "Estou cada vez mais convencido de que devemos voltar antes do tempo". Quatro dias depois, após montar acampamento, ele observou que o caminho à frente era "... um verdadeiro caos de blocos de gelo que se estendia até o horizonte." Nansen registrou sua latitude como 86°13′6″N — quase três graus além do recorde anterior — e decidiu voltar para o sul.

### Retirada
No início, Nansen e Johansen progrediram bem para o sul, mas sofreram um revés sério em 13 de abril, quando, em sua pressa para desmontar o acampamento, esqueceram de dar corda em seus cronômetros, o que tornou impossível calcular sua longitude e navegar com precisão até a Terra de Francisco José. Eles reiniciaram os relógios com base no palpite de Nansen de que estavam a 86°E. A partir de então, sua posição real era incerta. No final de abril, foram observadas pegadas de uma raposa-do-ártico. Foi o primeiro vestígio de uma criatura viva além de seus cães desde que deixaram o Fram. Logo viram pegadas de ursos e, no final de maio, sinais de focas, gaivotas e baleias próximas.

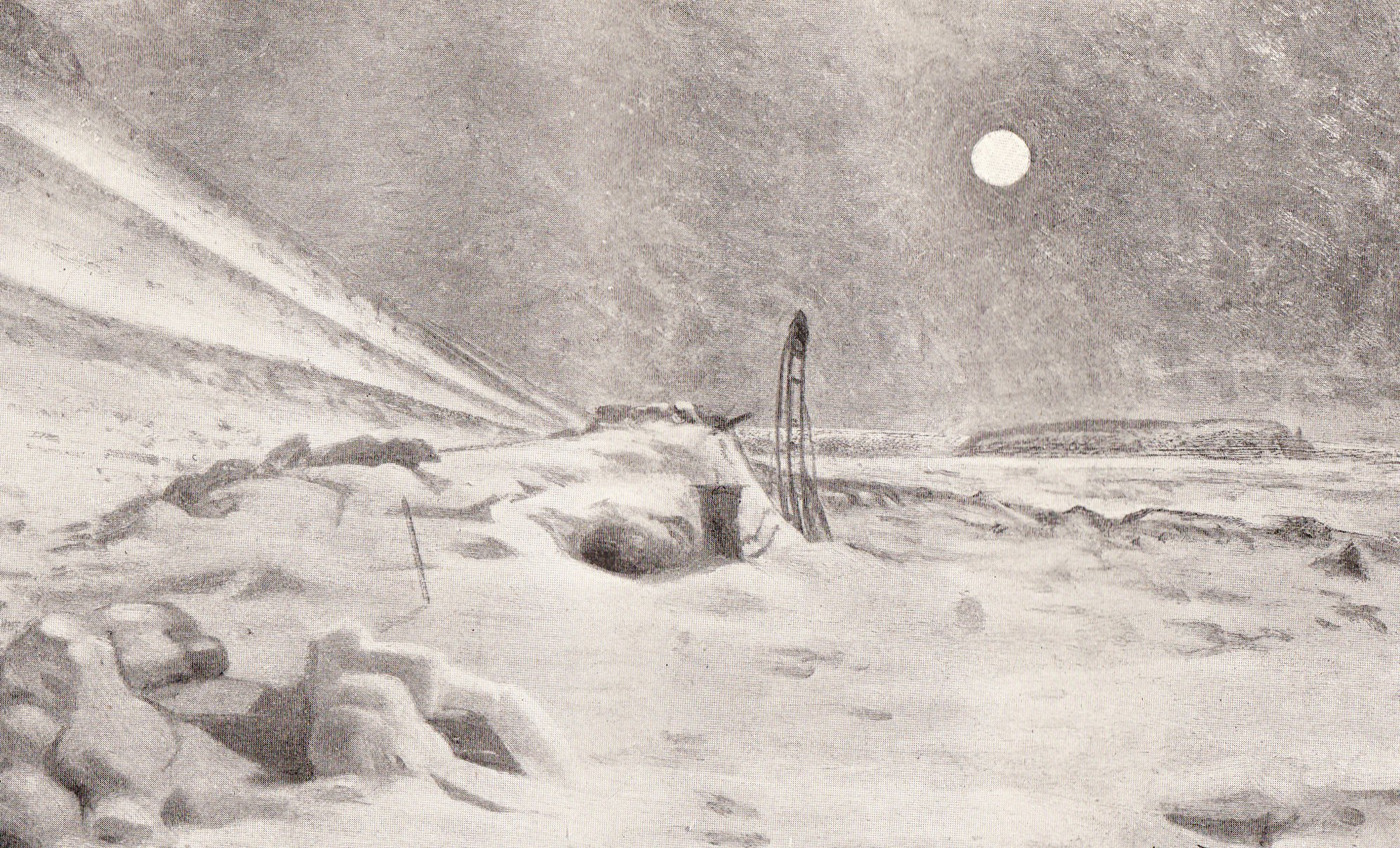
Cabana de inverno de Nansen e Johansen em 1895 na Terra de Francisco José

Em 31 de maio, Nansen calculou que estavam a apenas 50 milhas náuticas (93 km; 58 mi) do Cabo Fligely, o ponto mais ao norte da Terra de Francisco José. As condições de viagem pioraram à medida que o clima mais quente causava a quebra do gelo. Em 22 de junho, o par decidiu descansar em um bloco de gelo estável enquanto consertavam seus equipamentos e recuperavam forças para a próxima etapa da jornada. Eles permaneceram no bloco por um mês.
No dia seguinte após deixar esse acampamento, Nansen registrou: "Finalmente aconteceu o milagre — terra, terra, e depois de quase termos desistido de acreditar nela!". Eles não sabiam se essa terra distante era a Terra de Francisco José ou uma nova descoberta — tinham apenas um esboço rudimentar de mapa para guiá-los. A borda do gelo foi alcançada em 6 de agosto, e eles mataram o último de seus cães — os mais fracos vinham sendo sacrificados regularmente desde 24 de abril para alimentar os outros. Os dois caiaques foram amarrados juntos, uma vela foi erguida, e eles rumaram para a terra.
Logo ficou claro que essa terra fazia parte de um arquipélago. À medida que avançavam para o sul, Nansen identificou provisoriamente um cabo como o Cabo Felder, na borda ocidental da Terra de Francisco José. No final de agosto, com o clima mais frio e a viagem cada vez mais difícil, Nansen decidiu acampar para o inverno. Em uma enseada abrigada, com pedras e musgo para materiais de construção, o par ergueu uma cabana que seria seu lar pelos próximos oito meses. Com suprimentos prontos de urso, morsa e foca para manter sua despensa abastecida, seu principal inimigo não era a fome, mas a inatividade. Após celebrações discretas de Natal e Ano Novo, com o clima melhorando lentamente, eles começaram a se preparar para deixar seu refúgio, mas só em 19 de maio de 1896 conseguiram retomar a jornada.

### Resgate e retorno
Em 17 de junho, durante uma parada para reparos após os caiaques serem atacados por uma morsa, Nansen achou ouvir um cachorro latindo e vozes humanas. Ele foi investigar e, alguns minutos depois, viu a figura de um homem se aproximando. Era o explorador britânico Frederick Jackson, que liderava uma expedição à Terra de Francisco José e estava acampado no Cabo Flora, na ilha vizinha. Os dois ficaram igualmente surpresos com o encontro; após uma hesitação constrangedora, Jackson perguntou: "Você é Nansen, não é?", e recebeu a resposta: "Sim, sou Nansen".
Johansen foi resgatado, e o par foi levado para o Cabo Flora, onde, nas semanas seguintes, se recuperaram de seu sofrimento. Nansen escreveu mais tarde que ainda mal conseguia compreender sua repentina mudança de sorte; se não fosse pelo ataque da morsa que causou o atraso, os dois grupos poderiam ter permanecido sem saber da existência um do outro.

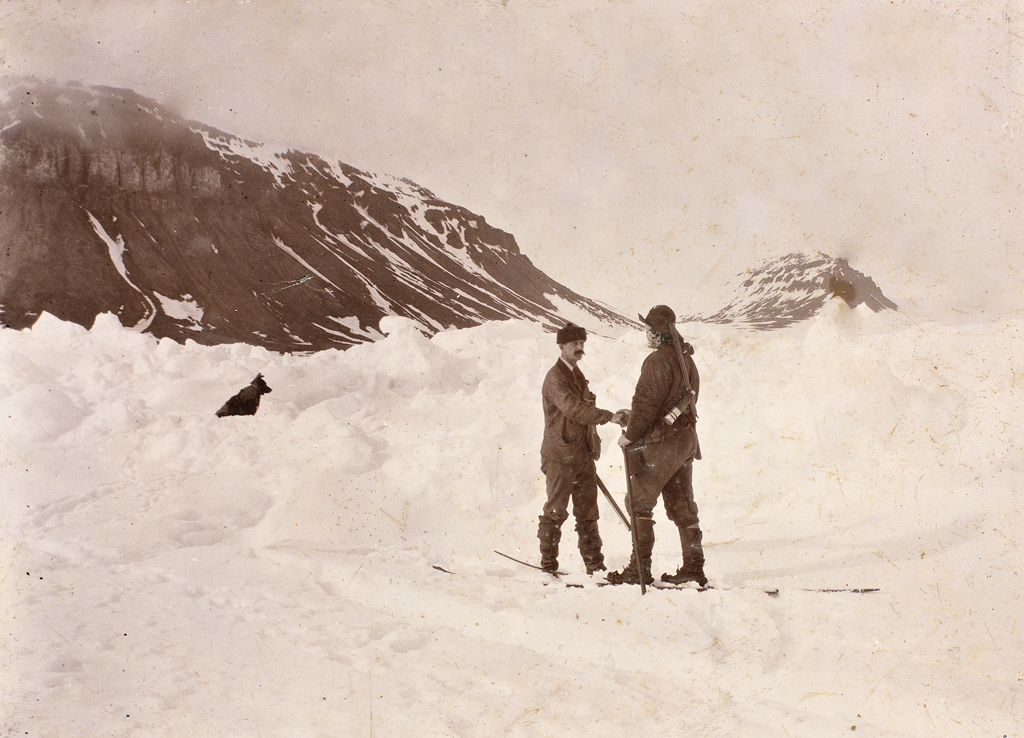
Foto encenada do encontro entre Nansen e Jackson perto do Cabo Flora, 17 de junho de 1896

Em 7 de agosto, Nansen e Johansen embarcaram no navio de suprimentos de Jackson, o Windward, e zarparam para Vardø, onde chegaram no dia 13. Foram recebidos por Hans Mohn, o criador da teoria da deriva polar, que estava na cidade por acaso. O mundo foi rapidamente informado por telegrama do retorno seguro de Nansen, mas ainda não havia notícias do Fram.
Pegando o navio semanal de correio para o sul, Nansen e Johansen chegaram a Hammerfest em 18 de agosto, onde souberam que o Fram havia sido avistado. Ele emergira do gelo ao norte e oeste de Spitsbergen, como Nansen previra, e agora estava a caminho de Tromsø. O navio não passara sobre o polo, nem ultrapassara a marca setentrional de Nansen. Sem demora, Nansen e Johansen zarparam para Tromsø, onde se reuniram com seus companheiros.
A viagem de volta para Christiania foi uma série de recepções triunfais em cada porto. Em 9 de setembro, o Fram foi escoltado para o porto de Christiania e recebido pelas maiores multidões que a cidade já vira. A tripulação foi recebida pelo rei Oscar, e Nansen, reunido com sua família, permaneceu no palácio por vários dias como convidado especial. Tributos chegaram de todo o mundo; típico foi o do alpinista britânico Edward Whymper, que escreveu que Nansen fizera "um avanço quase tão grande quanto o realizado por todas as outras viagens do século XIX juntas".

## Figura nacional

### Cientista e oráculo polar
A primeira tarefa de Nansen ao retornar foi escrever seu relato da viagem. Ele fez isso com notável rapidez, produzindo 300 000 palavras de texto em norueguês até novembro de 1896; a tradução para o inglês, intitulada Farthest North, ficou pronta em janeiro de 1897. O livro foi um sucesso instantâneo e garantiu o futuro financeiro de Nansen a longo prazo. Nansen incluiu sem comentários a única crítica adversa significativa à sua conduta, a de Greely, que havia escrito na Harper's Weekly sobre a decisão de Nansen de deixar o Fram e partir para o polo: "É incompreensível como Nansen poderia ter se desviado do dever mais sagrado que recai sobre o comandante de uma expedição naval". Durante os 20 anos seguintes ao seu retorno do Ártico, Nansen dedicou a maior parte de suas energias ao trabalho científico. Em 1897, aceitou uma cátedra de zoologia na Universidade Real Frederick, que lhe deu uma base a partir da qual pôde enfrentar a grande tarefa de editar os relatórios dos resultados científicos da expedição Fram. Esta era uma tarefa muito mais árdua do que escrever a narrativa da expedição. Os resultados foram eventualmente publicados em seis volumes e, de acordo com um cientista polar posterior, Robert Rudmose-Brown, "foram para a oceanografia ártica o que os resultados da expedição Challenger haviam sido para a oceanografia de outros oceanos". Em 1900, Nansen tornou-se diretor do Laboratório Internacional para Pesquisa do Mar do Norte, com sede em Christiania, e ajudou a fundar o Conselho Internacional para a Exploração do Mar. Através de sua conexão com este último órgão, no verão de 1900, Nansen embarcou em sua primeira visita às águas árticas desde a expedição Fram, em um cruzeiro para a Islândia e a Terra de Jan Mayen no navio de pesquisa oceanográfica Michael Sars, nomeado em homenagem ao pai de Eva. Pouco depois de seu retorno, ele soube que seu recorde de Mais ao Norte havia sido ultrapassado por membros da expedição italiana do Duque dos Abruzos. Eles haviam chegado a 86°34′N em 24 de abril de 1900, em uma tentativa de alcançar o Polo Norte a partir da Terra de Franz Josef. Nansen recebeu a notícia filosoficamente: "Qual é o valor de ter objetivos por si mesmos? Todos eles desaparecem... é meramente uma questão de tempo".

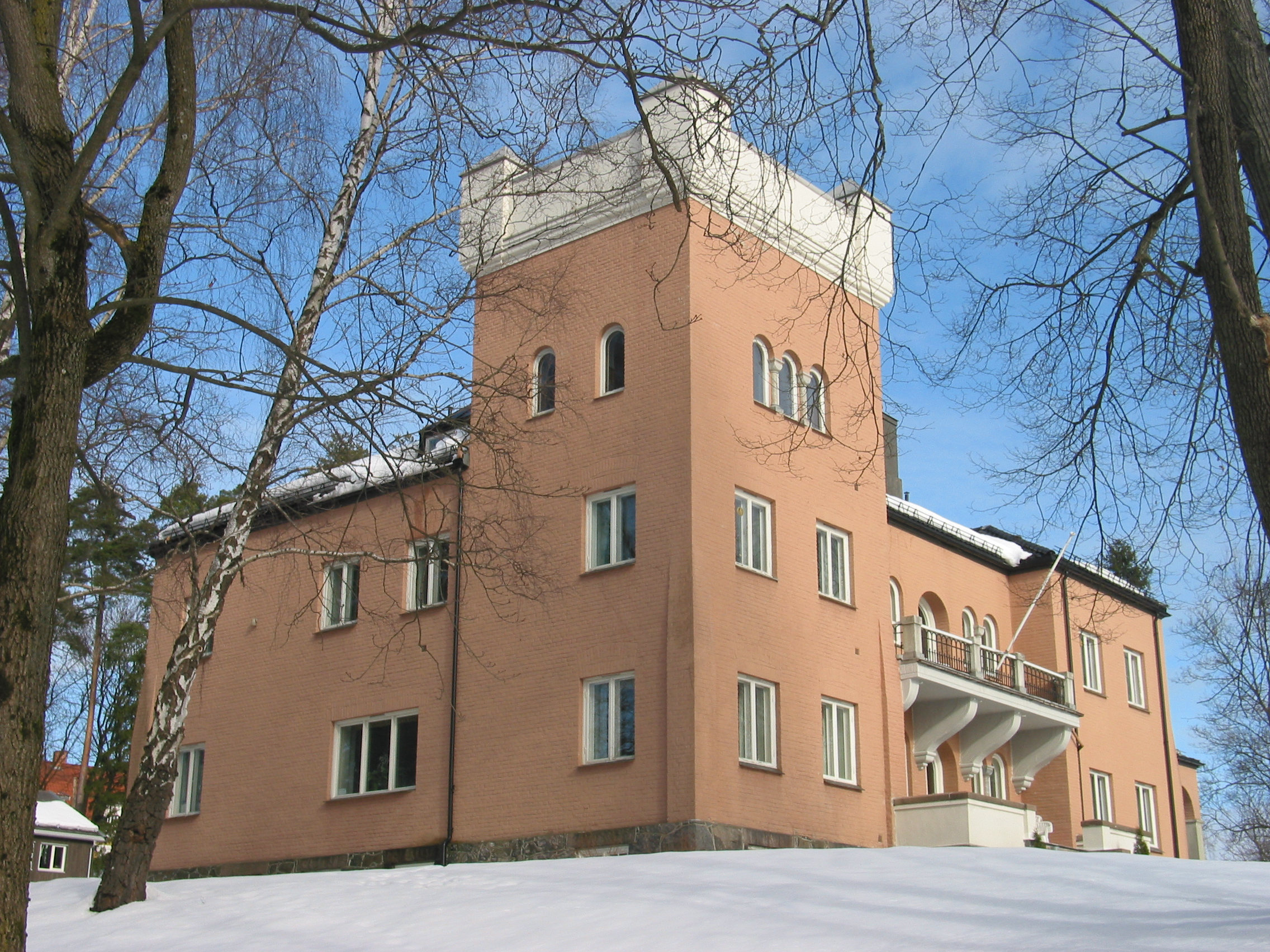
Instituto Fridtjof Nansen em Polhøgda

Nansen era agora considerado um oráculo por todos os aspirantes a exploradores das regiões polares norte e sul. Abruzzi o havia consultado, assim como o belga Adrien de Gerlache, cada um dos quais levou expedições à Antártida. Embora Nansen se recusasse a encontrar seu próprio compatriota e companheiro explorador Carsten Borchgrevink (a quem considerava uma fraude), ele deu conselhos a Robert Falcon Scott sobre equipamentos e transporte polar, antes da expedição Discovery de 1901-04. Em certo momento, Nansen considerou seriamente liderar uma expedição ao Polo Sul, e pediu a Colin Archer que projetasse dois navios. No entanto, esses planos permaneceram na prancheta. Por volta de 1901, a família de Nansen havia se expandido consideravelmente. Uma filha, Liv, havia nascido pouco antes da partida do Fram; um filho, Kåre, nasceu em 1897, seguido por uma filha, Irmelin, em 1900, e um segundo filho, Odd, em 1901. A casa da família, que Nansen havia construído em 1891 com os lucros do livro de sua expedição à Groenlândia, agora era pequena demais. Nansen adquiriu um terreno no distrito de Lysaker e construiu, substancialmente segundo seu próprio projeto, uma casa grande e imponente que combinava algumas das características de uma casa senhorial inglesa com características do renascimento italiano.
A casa estava pronta para ocupação em abril de 1902; Nansen a chamou de Polhøgda (em inglês "polar heights"), e permaneceu sua casa pelo resto de sua vida. Um quinto e último filho, Asmund, nasceu em Polhøgda em 1903.

### Político e diplomata

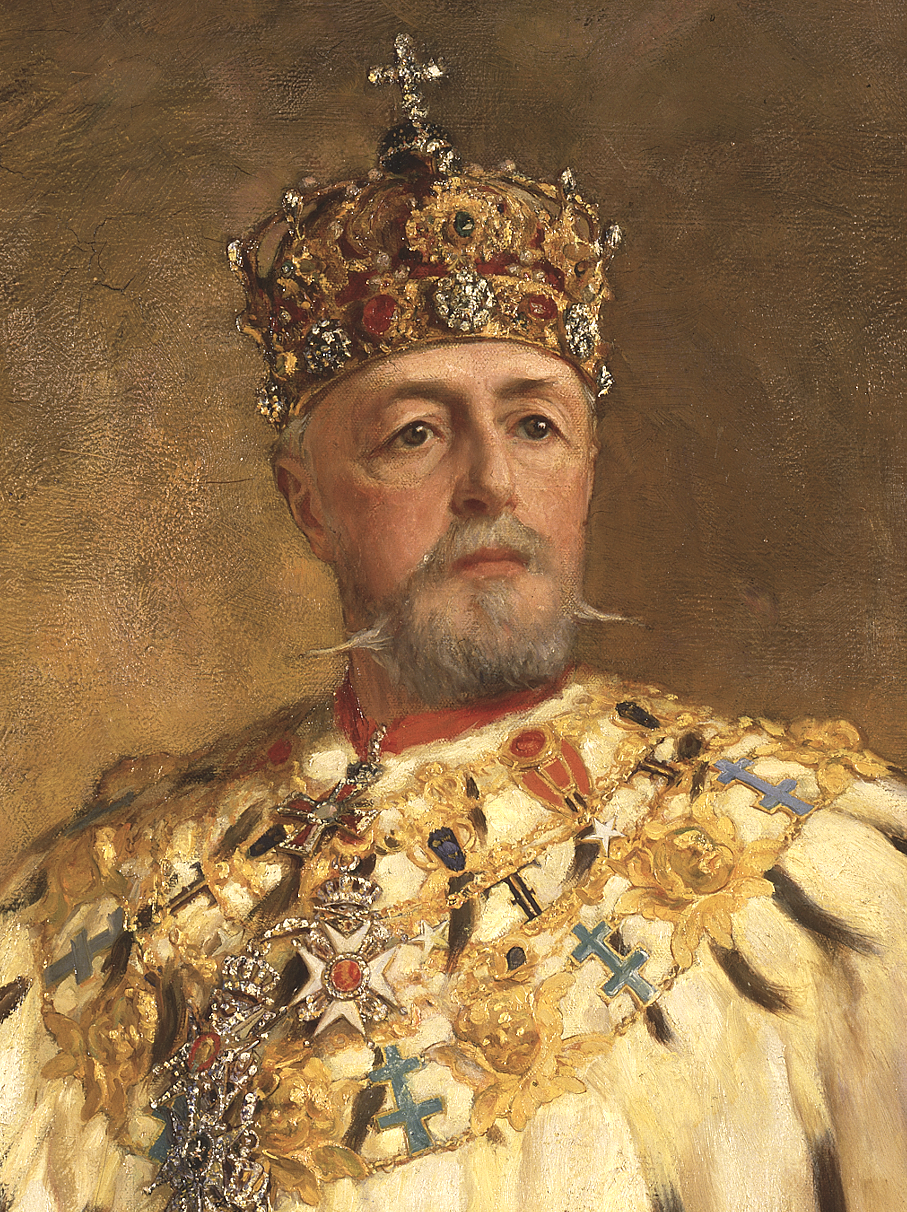
Rei Oscar II, último rei da união da Suécia e Noruega. Ele permaneceu rei da Suécia após a independência da Noruega em 1905.

A união entre Noruega e Suécia, imposta pelas Grandes Potências em 1814, esteve sob considerável tensão durante a década de 1890, sendo a principal questão os direitos da Noruega a seu próprio serviço consular. Nansen, embora não fosse por inclinação um político, havia se manifestado sobre a questão em várias ocasiões em defesa dos interesses da Noruega. A partir de 1898, Nansen estava entre os colaboradores do Ringeren, uma revista anti-União estabelecida por Sigurd Ibsen. Parecia, no início do século XX, que um acordo entre os dois países poderia ser possível, mas as esperanças foram frustradas quando as negociações fracassaram em fevereiro de 1905. O governo norueguês caiu e foi substituído por um liderado por Christian Michelsen, cujo programa era de separação da Suécia. Em fevereiro e março, Nansen publicou uma série de artigos de jornal que o colocaram firmemente no campo separatista. O novo primeiro-ministro queria Nansen no gabinete, mas Nansen não tinha ambições políticas. No entanto, a pedido de Michelsen, ele foi a Berlim e depois a Londres, onde, em uma carta ao The Times, apresentou o caso legal da Noruega para um serviço consular separado ao mundo anglófono. Em 17 de maio de 1905, Dia da Constituição da Noruega, Nansen dirigiu-se a uma grande multidão em Christiania, dizendo: "Agora todos os caminhos de retirada foram fechados. Agora resta apenas um caminho, o caminho à frente, talvez através de dificuldades e adversidades, mas adiante para o nosso país, para uma Noruega livre". Ele também escreveu um livro, Norway and the Union with Sweden, para promover a causa da Noruega no exterior.
Em 23 de maio, o Storting aprovou a Lei Consular, estabelecendo um serviço consular separado. O rei Oscar recusou seu consentimento; em 27 de maio, o gabinete norueguês renunciou, mas o rei não reconheceu este passo. Em 7 de junho, o Storting anunciou unilateralmente que a união com a Suécia estava dissolvida. Em uma situação tensa, o governo sueco concordou com o pedido da Noruega de que a dissolução fosse submetida a um referendo do povo norueguês. Este foi realizado em 13 de agosto de 1905 e resultou em um voto esmagador pela independência, momento em que o rei Oscar renunciou à coroa da Noruega, mantendo o trono sueco. Um segundo referendo, realizado em novembro, determinou que o novo estado independente deveria ser uma monarquia em vez de uma república. Em antecipação a isso, o governo de Michelsen havia considerado a adequação de vários príncipes como candidatos ao trono norueguês. Diante da recusa do rei Oscar em permitir que alguém de sua própria Casa de Bernadotte aceitasse a coroa, a escolha favorecida foi o Príncipe Carlos da Dinamarca. Em julho de 1905, Michelsen enviou Nansen a Copenhague em uma missão secreta para persuadir Carlos a aceitar o trono norueguês. Nansen foi bem-sucedido; logo após o segundo referendo, Carlos foi proclamado rei, adotando o nome de Haakon VII. Ele e sua esposa, a princesa britânica Maud, foram coroados na Catedral de Nidaros em Trondheim em 22 de junho de 1906.
Em abril de 1906, Nansen foi nomeado o primeiro Ministro da Noruega em Londres. Sua principal tarefa era trabalhar com representantes das principais potências europeias em um Tratado de Integridade que garantiria a posição da Noruega. Nansen era popular na Inglaterra e se dava bem com o rei Eduardo, embora achasse funções da corte e deveres diplomáticos desagradáveis; "frívolos e chatos" era sua descrição. No entanto, ele foi capaz de buscar seus interesses geográficos e científicos através de contatos com a Royal Geographical Society e outros organismos acadêmicos. O Tratado foi assinado em 2 de novembro de 1907, e Nansen considerou sua tarefa completa. Resistindo aos apelos, entre outros, do rei Eduardo para que permanecesse em Londres, em 15 de novembro Nansen renunciou ao cargo. Algumas semanas depois, ainda na Inglaterra como convidado do rei em Sandringham, Nansen recebeu a notícia de que Eva estava gravemente doente com pneumonia. Em 8 de dezembro ele partiu para casa, mas antes de chegar a Polhøgda ele soube, por um telegrama, que Eva havia morrido.

### Oceanógrafo e viajante

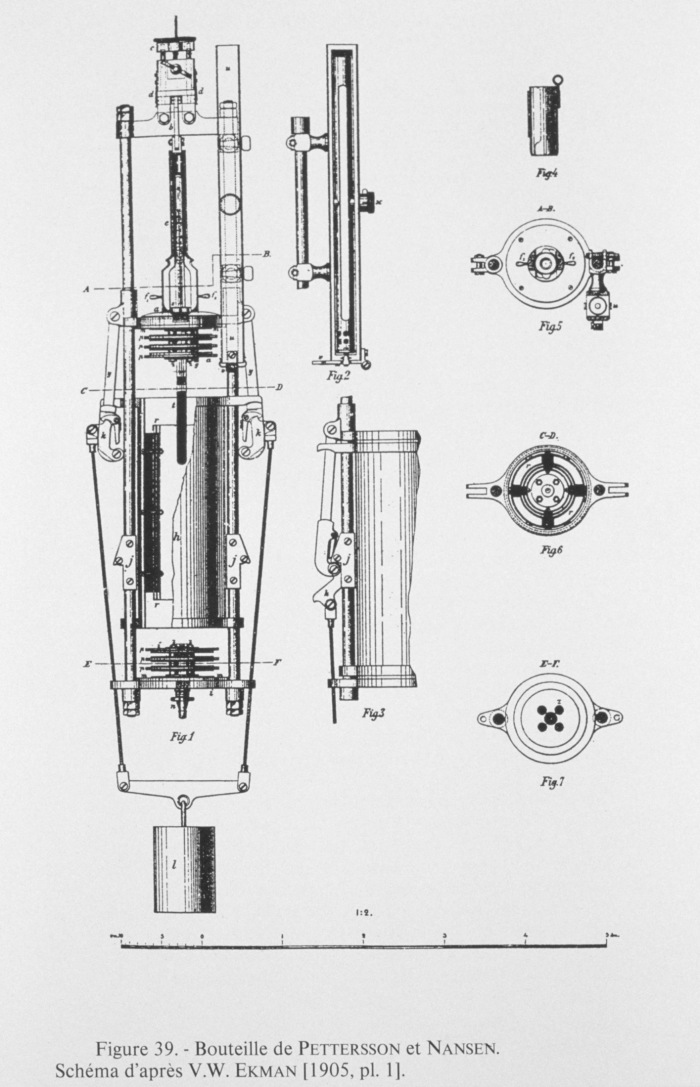
A garrafa de Nansen era usada para amostrar a temperatura da água do mar em profundidades específicas

Após um período de luto, Nansen retornou a Londres. Ele havia sido persuadido por seu governo a rescindir sua renúncia até depois da visita de Estado do rei Eduardo à Noruega em abril de 1908. Sua aposentadoria formal do serviço diplomático foi datada de 1º de maio de 1908, o mesmo dia em que sua cátedra universitária foi alterada de zoologia para oceanografia. Esta nova designação refletia o caráter geral dos interesses científicos mais recentes de Nansen. Em 1905, ele havia fornecido ao físico sueco Walfrid Ekman os dados que estabeleceram o princípio na oceanografia conhecido como espiral de Ekman. Com base nas observações de Nansen sobre correntes oceânicas registradas durante a expedição Fram, Ekman concluiu que o efeito do vento na superfície do mar produzia correntes que "formavam algo como uma escada em espiral, descendo em direção às profundezas". Em 1909, Nansen colaborou com Bjørn Helland-Hansen para publicar um artigo acadêmico, The Norwegian Sea: its Physical Oceanography, baseado na viagem do Michael Sars de 1900. Nansen havia agora se aposentado da exploração polar, sendo o passo decisivo sua liberação do Fram para seu compatriota norueguês Roald Amundsen, que estava planejando uma expedição ao Polo Norte. Quando Amundsen fez sua controversa mudança de plano e partiu para o Polo Sul, Nansen o apoiou. Entre 1910 e 1914, Nansen participou de várias viagens oceanográficas. Em 1910, a bordo do navio naval norueguês Fridtjof, realizou pesquisas no Atlântico Norte, e em 1912 levou seu próprio iate, Veslemøy, para a Ilha do Urso e Spitsbergen. O principal objetivo do cruzeiro do Veslemøy era a investigação da salinidade na Bacia Polar Norte. Uma das contribuições duradouras de Nansen para a oceanografia foi seu trabalho projetando instrumentos e equipamentos; a "garrafa de Nansen" para coleta de amostras de águas profundas permaneceu em uso até o século XXI, em uma versão atualizada por Shale Niskin. A pedido da Royal Geographical Society, Nansen começou a trabalhar em um estudo das descobertas árticas, que se desenvolveu em uma história de dois volumes da exploração das regiões setentrionais até o início do século XVI. Isso foi publicado em 1911 como Nord i Tåkeheimen ("Em Névoas do Norte"). Naquele ano, ele renovou um relacionamento com Kathleen Scott, esposa de Robert Falcon Scott, cuja Expedição Terra Nova havia partido para a Antártida em 1910. O biógrafo Roland Huntford afirmou que Nansen e Kathleen Scott tiveram um breve caso. Louisa Young, em sua biografia de Lady Scott, rejeita a afirmação. Muitas mulheres eram atraídas por Nansen, e ele tinha a reputação de ser um mulherengo. Sua vida pessoal estava conturbada nessa época; em janeiro de 1913, ele recebeu a notícia do suicídio de Hjalmar Johansen, que havia retornado em desgraça da bem-sucedida expedição de Amundsen ao Polo Sul. Em março de 1913, o filho mais novo de Nansen, Asmund, morreu após uma longa doença. No verão de 1913, Nansen viajou para o Mar de Kara, a convite de Jonas Lied, como parte de uma delegação que investigava uma possível rota comercial entre a Europa Ocidental e o interior da Sibéria. O grupo então pegou um vapor pelo rio Yenisei até Krasnoyarsk, e viajou pela Ferrovia Transiberiana até Vladivostok antes de voltar para casa. Nansen publicou um relatório da viagem em Through Siberia. A vida e a cultura dos povos russos despertaram em Nansen um interesse e simpatia que ele carregaria até o final de sua vida. Imediatamente antes da Primeira Guerra Mundial, Nansen juntou-se a Helland-Hansen em um cruzeiro oceanográfico nas águas do Atlântico leste.

### Estadista e humanitário

#### Liga das Nações
Com o início da guerra em 1914, a Noruega declarou sua neutralidade, juntamente com a Suécia e a Dinamarca. Nansen foi nomeado como o presidente da União Norueguesa de Defesa, mas tinha poucos deveres oficiais e continuou com seu trabalho profissional na medida em que as circunstâncias permitiam. À medida que a guerra avançava, a perda do comércio exterior da Noruega levou a graves escassezes de alimentos no país, que se tornaram críticas em abril de 1917, quando os Estados Unidos entraram na guerra e impuseram restrições adicionais ao comércio internacional. Nansen foi enviado a Washington pelo governo norueguês; após meses de discussão, ele garantiu alimentos e outros suprimentos em troca da introdução de um sistema de racionamento. Quando seu governo hesitou sobre o acordo, ele o assinou por iniciativa própria. Poucos meses após o fim da guerra em novembro de 1918, um acordo preliminar havia sido aceito pela Conferência de Paz de Paris para criar uma Liga das Nações, como um meio de resolver disputas entre nações por meios pacíficos. A fundação da Liga nesta época foi providencial para Nansen, dando-lhe uma nova saída para sua energia incansável. Ele tornou-se presidente da Sociedade Norueguesa da Liga das Nações, e embora as nações escandinavas com suas tradições de neutralidade inicialmente se mantivessem distantes, sua defesa ajudou a garantir que a Noruega se tornasse um membro pleno da Liga em 1920, e ele se tornou um de seus três delegados na Assembleia Geral da Liga. Em abril de 1920, a pedido da Liga, Nansen começou a organizar a repatriação de cerca de meio milhão de prisioneiros de guerra, espalhados por várias partes do mundo. Destes, 300 000 estavam na Rússia que, tomada pela revolução e guerra civil, tinha pouco interesse em seu destino. Nansen foi capaz de relatar à Assembleia em novembro de 1920 que cerca de 200 000 homens haviam retornado às suas casas. "Nunca em minha vida", disse ele, "fui colocado em contato com uma quantidade tão formidável de sofrimento". Nansen continuou este trabalho por mais dois anos até que, em seu relatório final à Assembleia em 1922, ele foi capaz de declarar que 427 886 prisioneiros haviam sido repatriados para cerca de 30 países diferentes. Ao prestar homenagem ao seu trabalho, o comitê responsável registrou que a história de seus esforços "conteria contos de empenho heroico dignos daqueles nos relatos da travessia da Groenlândia e da grande viagem ártica".

### Missão Nansen
A Missão Nansen é o termo coloquial usado pelos habitantes das antigas Repúblicas Socialistas Soviéticas para descrever a série de iniciativas humanitárias realizadas pelo Comitê Internacional da Cruz Vermelha e lideradas por Fridtjof Nansen. Este esforço internacional incluiu o envolvimento dos ramos suíço, sueco, holandês, dinamarquês, norueguês e alemão da Cruz Vermelha, as Ajudas Infantis suíças e italianas, a Sociedade Adventista do Sétimo Dia, bem como muitas outras organizações. O esforço de mobilização começou em agosto de 1921 e os primeiros programas na Rússia começaram logo depois, com a assinatura de um acordo de assistência entre Nansen e Georgy Chicherin, que forneceu ajuda para mitigar a fome na Rússia e na Ucrânia.

## Últimos anos

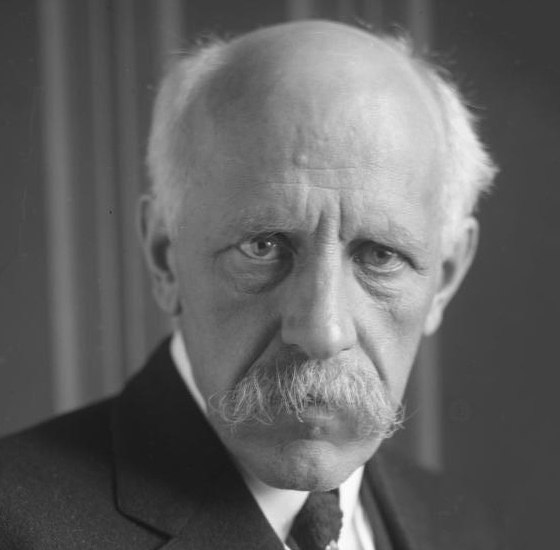
Nansen, fotografado no final de sua vida (1930)

Em 17 de janeiro de 1919, Nansen casou-se com Sigrun Munthe, uma amiga de longa data com quem teve um caso amoroso em 1905, enquanto Eva ainda estava viva. O casamento foi ressentido pelos filhos de Nansen e mostrou-se infeliz; um conhecido escrevendo sobre eles na década de 1920 disse que Nansen parecia insuportavelmente miserável e Sigrun mergulhada em ódio.
Os compromissos de Nansen com a Liga das Nações durante a década de 1920 significaram que ele esteve principalmente ausente da Noruega e pôde dedicar pouco tempo ao trabalho científico. No entanto, continuou a publicar artigos ocasionais. Ele alimentava a esperança de viajar ao Polo Norte de dirigível, mas não conseguiu levantar fundos suficientes. De qualquer forma, foi antecipado nessa ambição por Amundsen, que sobrevoou o polo no dirigível Norge de Umberto Nobile em maio de 1926. Dois anos depois, Nansen transmitiu um discurso memorial a Amundsen, que desapareceu no Ártico enquanto organizava um grupo de resgate para Nobile, cujo dirigível havia caído durante uma segunda viagem polar. Nansen disse sobre Amundsen: "Ele encontrou um túmulo desconhecido sob o céu claro do mundo gelado, com o zumbido das asas da eternidade através do espaço".
Em 1926, Nansen foi eleito Reitor da Universidade de St Andrews na Escócia, o primeiro estrangeiro a ocupar essa posição majoritariamente honorária. Ele usou a ocasião de seu discurso inaugural para revisar sua vida e filosofia e fazer um apelo à juventude da próxima geração. Ele terminou:
Todos nós temos uma "Terra do Além" para buscar em nossa vida—o que mais podemos pedir? Nossa parte é encontrar a trilha que leva a ela. Uma trilha longa, difícil, talvez; mas o chamado vem até nós, e temos que ir. Enraizado profundamente na natureza de cada um de nós está o espírito de aventura, o chamado da natureza selvagem—vibrando sob todas as nossas ações, tornando a vida mais profunda, mais elevada e mais nobre.
Nansen evitou envolver-se na política doméstica norueguesa, mas em 1924 foi persuadido pelo ex-primeiro-ministro Christian Michelsen, já aposentado, a participar de um novo grupo político anticomunista, a Liga da Pátria. Havia temores na Noruega de que, caso o Partido Trabalhista, de orientação marxista, chegasse ao poder, introduziria um programa revolucionário. No comício inaugural da Liga em Oslo (como Cristiânia havia sido renomeada), Nansen declarou: "Falar do direito de revolução em uma sociedade com plena liberdade civil, sufrágio universal, tratamento igual para todos... [é] um absurdo idiota".
Após contínua turbulência entre os partidos de centro-direita, houve até uma petição independente em 1926 ganhando algum impulso que propunha Nansen para liderar um governo de união nacional de centro-direita com um programa de orçamento equilibrado, uma ideia que ele não rejeitou. Ele foi o orador principal no maior comício da Liga da Pátria, com 15 000 participantes em Tønsberg em 1928. Em 1929, ele fez sua última turnê pela Liga no navio Stella Polaris, realizando discursos de Bergen a Hammerfest.
Entre seus diversos deveres e responsabilidades, Nansen continuou a fazer férias de esqui quando possível. Em fevereiro de 1930, aos 68 anos, ele fez uma breve pausa nas montanhas com dois velhos amigos, que notaram que Nansen estava mais lento que o habitual e parecia cansar-se facilmente. Ao retornar a Oslo, ele ficou acamado por vários meses, com gripe e depois flebite, e foi visitado em seu leito de doente pelo rei Haakon VII.
Nansen era um amigo próximo de um clérigo chamado Wilhelm. Nansen era um ateu.

## Morte e legado

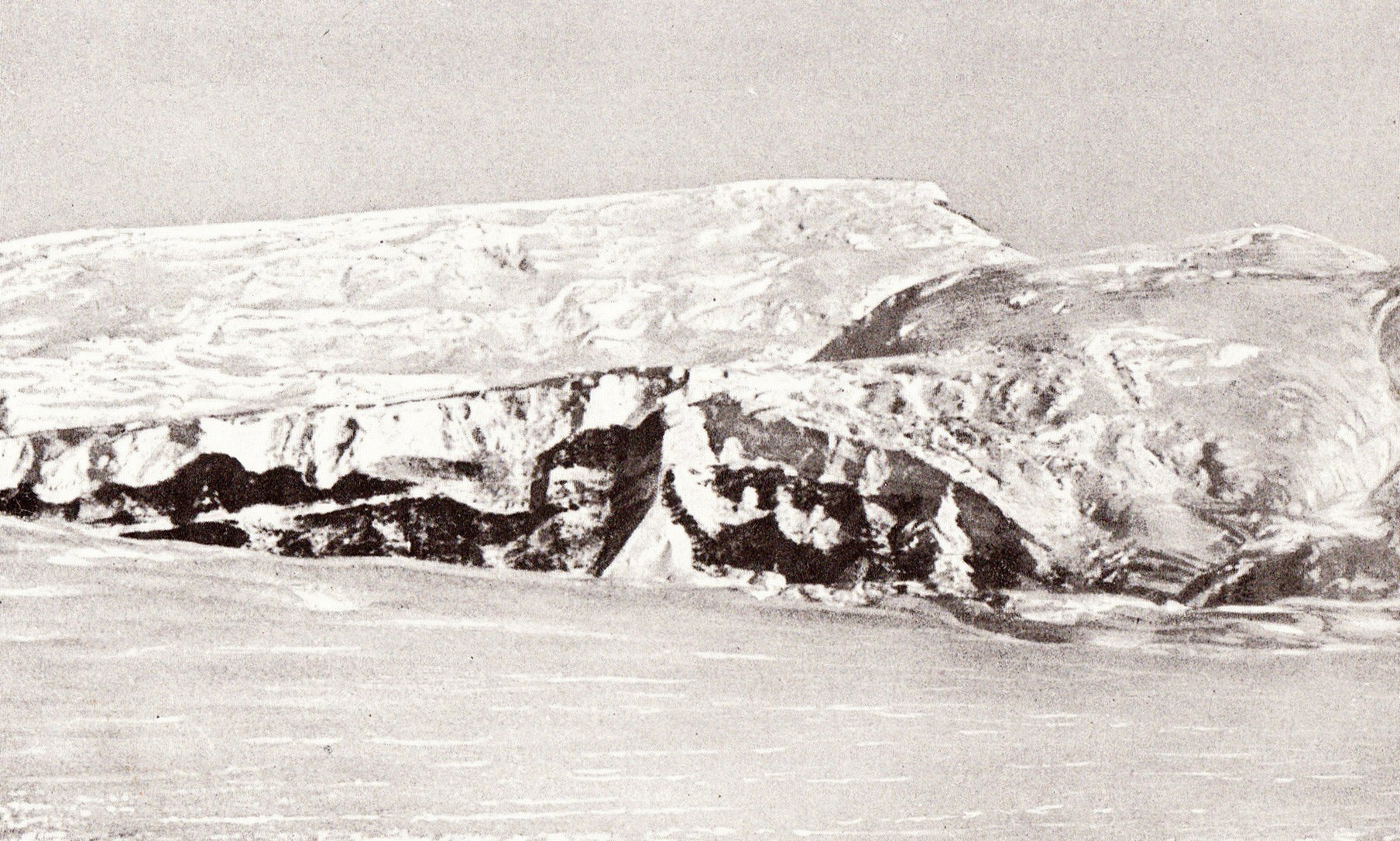
Monte Fridtjof Nansen na Antártida, batizado e fotografado por Roald Amundsen

Nansen morreu de um ataque cardíaco em 13 de maio de 1930. Ele recebeu um funeral de estado não religioso antes da cremação, após a qual suas cinzas foram depositadas sob uma árvore em Polhøgda. A filha de Nansen, Liv, registrou que não houve discursos, apenas música: A Morte e a Donzela de Schubert, que Eva costumava cantar.
Em sua vida e depois, Nansen recebeu honras e reconhecimento de muitos países. Entre as muitas homenagens a ele posteriormente estava a de Robert Cecil, 1.º Visconde Cecil de Chelwood, um colega delegado da Liga das Nações, que falou sobre a amplitude do trabalho de Nansen, feito sem consideração por seus próprios interesses ou saúde: "Toda boa causa tinha seu apoio. Ele era um pacificador destemido, um amigo da justiça, um defensor sempre dos fracos e sofredores".
Nansen foi um pioneiro e inovador em muitos campos. Quando jovem, ele abraçou a revolução nos métodos de esqui que o transformaram de um meio de viagem no inverno em um esporte universal e rapidamente se tornou um dos principais esquiadores da Noruega. Mais tarde, ele foi capaz de aplicar essa expertise aos problemas das viagens polares, tanto em sua expedição à Groenlândia quanto na expedição do Fram.
Ele inventou o "trenó Nansen" com corredores largos, semelhantes a esquis, o "fogão Nansen" para melhorar a eficiência térmica dos fogareiros a álcool padrão então em uso e o princípio de camadas nas roupas polares, pelo qual as roupas tradicionalmente pesadas e desajeitadas foram substituídas por camadas de material leve. Na ciência, Nansen é reconhecido tanto como um dos fundadores da neurologia moderna, quanto como um contribuinte significativo para a ciência oceanográfica inicial, em particular por seu trabalho na criação do Laboratório Oceanográfico Central em Cristiânia.
Através de seu trabalho em nome da Liga das Nações, Nansen ajudou a estabelecer o princípio da responsabilidade internacional pelos refugiados. Imediatamente após sua morte, a Liga criou o Escritório Internacional Nansen para Refugiados, um órgão semiautônomo sob a autoridade da Liga, para continuar seu trabalho. O Escritório Nansen enfrentou grandes dificuldades, em parte decorrentes do grande número de refugiados das ditaduras europeias durante a década de 1930. No entanto, conseguiu o acordo de 14 países (incluindo uma relutante Grã-Bretanha) para a Convenção sobre Refugiados de 1933.
Ele também ajudou a repatriar 10 000 armênios para Erevan na Armênia Soviética e a encontrar lares para mais 40 000 na Síria e no Líbano. Em 1938, o ano em que foi substituído por um órgão de escopo mais amplo, o Escritório Nansen foi premiado com o Nobel da Paz. Em 1954, o sucessor da Liga, as Nações Unidas, estabeleceu a Medalha Nansen, posteriormente renomeada como Prêmio Nansen para Refugiados, concedido anualmente pelo Alto Comissariado das Nações Unidas para os Refugiados a um indivíduo, grupo ou organização "por trabalho excepcional em nome dos deslocados à força".
Numerosas características geográficas levam seu nome: a Bacia Nansen e o Cadeia Nansen-Gakkel no Oceano Ártico; o Monte Nansen na região de Yukon, no Canadá; o Monte Nansen, o Monte Fridtjof Nansen e a Ilha Nansen, todos na Antártida; além da Ilha Nansen no Mar de Kara, a Terra de Nansen na Groenlândia e a Ilha Nansen na Terra de Francisco José; 853 Nansenia, um asteroide; a cratera Nansen no polo norte da Lua e a cratera Nansen em Marte. Sua mansão Polhøgda agora abriga o Instituto Fridtjof Nansen, uma fundação independente que se dedica a pesquisas sobre políticas ambientais, energéticas e de gestão de recursos.
Um filme biográfico norueguês/soviético de 1968, Apenas uma vida – a história de Fridtjof Nansen, foi lançado com Knut Wigert como Nansen.
No filme de 1948 Scott of the Antarctic, Nansen foi interpretado por Stig Egede-Nissen. Na série de televisão de 1985 O Último Lugar na Terra, ele foi retratado por Max von Sydow. No filme de 2019 Amundsen, Trond Espen Seim apareceu como Nansen.
A Marinha Real Norueguesa lançou o primeiro de uma série de cinco fragatas da classe Fridtjof Nansen em 2004, com o HNoMS Fridtjof Nansen (F310) como seu navio líder. O navio de cruzeiro MS Fridtjof Nansen foi lançado em 2020.

## Publicações
- Paa ski over Grønland. En skildring af Den norske Grønlands-ekspedition 1888–89. Aschehoug, Kristiania 1890. Tr. as The First Crossing of Greenland, 1890. (Reviewed in The Scientific Results of Dr. Nansen’s Expedition by James Geikie The Scottish Geographical Magazine, 1891).[174]
- Eskimoliv. Aschehoug, Kristiania 1891. Tr. as Eskimo Life, (London: Longmans, Green & Co., 1893).[175]
- Fram over Polhavet. Den norske polarfærd 1893–1896. Aschehoug, Kristiania 1897. Tr. as Farthest North, 1897.
- The Norwegian North Polar Expedition, 1893–1896; Scientific Results (6 volumes, 1901).
- Norge og foreningen med Sverige. Jacob Dybwads Forlag, Kristiania 1905. Tr. as Norway and the Union With Sweden, 1905.
- Northern Waters: Captain Roald Amundsen's Oceanographic Observations in the Arctic Seas in 1901. Jacob Dybwads Forlag, Kristiania, 1906.
- Nord i tåkeheimen. Utforskningen av jordens nordlige strøk i tidlige tider. Jacob Dybwads Forlag, Kristiania 1911. Tr. as In Northern Mists: Arctic Exploration in Early Times, 1911.
- Gjennem Sibirien. Jacob Dybwads forlag, Kristiania, 1914. Tr. as Through Siberia the Land of the Future, 1914.
- Frilufts-liv. Jacob Dybwads Forlag, Kristiania, 1916.
- En ferd til Spitsbergen. Jacob Dybwads Forlag, Kristiania, 1920.
- Rusland og freden. Jacob Dybwads Forlag, Kristiania, 1923. - A Rússia e a paz
- Blant sel og bjørn. Min første Ishavs-ferd. Jacob Dybwads Forlag, Kristiania, 1924.
- Gjennem Armenia. Jacob Dybwads Forlag, Oslo, 1927. - Arménia e o Oriente
- Gjennem Kaukasus til Volga. Jacob Dybwads Forlag, Oslo, 1929. Tr. as Through The Caucasus To The Volga, 1931.

Traduções para o Inglês
- Through Siberia, the Land of the Future. London: William Heinemann. 1914
- Armenia and the Near East. Publisher: J.C. & A.L. Fawcett, Inc., New York, 1928.